# Félix Revello de Toro
Félix Revello de Toro (* 10. Juni 1926 in  Málaga) ist ein spanischer Maler aus der südspanischen Provinz Andalusien.

## Leben
Félix Revello de Toro wurde am 10. Juni 1926 als Sohn des Kunstlehrers José María Revello Cazar im Noble Hospital geboren. Als Achtjähriger fertigte er eine Zeichnung des Christo de Lena an. Nach dem frühen Tod seines Vaters hatte seine Familie mit der schwierigen wirtschaftlichen Situation mitten im Spanischen Bürgerkrieg zu kämpfen.
Er machte seinen Abschluss an der San-Estanislao-Schule und konnte, durch ein Stipendium der Stadt Málaga, bildende Künste an der Real Academia de Bellas Artes de San Fernando in Madrid studieren. Durch weitere Stipendien reiste er 1951 nach Italien und führte sein Studium dort in Rom fort. 1952 hatte er seine erste bedeutende Ausstellung in der Galerie Macarrón in Madrid.
Er war Professor an der Escola de la Llotja in Barcelona und ist seit 1987 Ehrenmitglied der Real Academia de Bellas Artes de San Telmo (RABA, Königliche Akademie der Schönen Künste von San Telmo). Am 27. November 2010 wurde in Málaga ein seiner Person gewidmetes Museum, das Museo Revello de Toro eröffnet, das 117 seiner Werke zeigt.